# Introduction aux études hollandaises
Introduction aux études hollandaises (蘭学事始, Rangaku Koto hajime) est un livre de l'érudit japonais Sugita Genpaku publié en 1815 et retraçant l'introduction et l'essor des rangaku dans le pays, depuis la publication de Kaitai Shinsho par ce même auteur en 1774 jusqu'à la publication de ce livre.
S'il ne bénéficie pas d'une large réception lors de sa première publication, sa réédition lors de l'ère Meiji va lui conférer une plus grande renommée.

## Historique de la publication
Sugita Genpaku écrit en 1815 Introduction aux études hollandaises sous la forme de mémoires autobiographique dans lesquelles il revient sur le développement des rangaku au Japon. Il prend comme point de départ la traduction du Kaitai Shinsho (« nouveau traité d'anatomie ») auquel il participé en 1774, et explique comme la publication de ce livre a permis de remettre en cause la prééminence dont jouissant les études chinoises (ou kangaku) dans le pays, et selon lui comment les rangaku vont à terme totalement éclipser ces études chinoises. Il illustre cette idée en citant l'exemple du Tenmongata (en), académie shogunale dédiée aux sciences, qui à partir de 1811 dédie un de ses service à la traduction de livres occidentaux, et dans lequel travaillent deux de ses anciens élèves, Ōtsuki Gentaku (ja) et Udagawa Genshin (ja).
Le livre n'est dans un premier temps pas imprimé, et ce sont seulement des copies manuscrites qui circulent en peu d'exemplaires. Le livre est même considéré comme perdu à la fin l'époque d'Edo jusqu'à ce qu'un exemplaire soit redécouvert dans les archives de la Yushima Seidō, grande académie confucianiste du régime shogunal. Il commencent alors à bénéficier une bonne notoriété auprès des intellectuels japonais favorables à la modernisation du pays. Fukuzawa Yukichi acquiert les droits de publication de l'œuvre en 1868, et fait même réaliser des planches d'impression en vu d'imprimer le livre, mais finalement renonce, l'air du temps n'étant selon lui pas encore favorable à la réception de cette oeuvre. C'est finalement en 1890 que pour la première fois Introduction aux études hollandaises est imprimé en de nombreux exemplaires ; l'impression est financée par la Nihon Igakukai (ja) à partir des planches d'impression faites réalisée par Fukuzawa Yukichi quelques années plus tôt. C'est ce dernier qui signe la préface, dans laquelle il met en avant le rôle joué selon lui par les rangaku dans la modernisation du pays depuis le début du XIXe siècle, théorie qu'il a déjà ébauché dans Bunmeiron no gairyaku en 1875. Le texte bénéficie d'une seconde impression dans les années 1910, dans une anthologie de textes scientifiques Bunmei Benryū Sōsho. Là encore le texte est publié à l'intention du milieu académique, et ne touche par encore le grand public.
Les années 1930 vont considérablement développer la notoriété de l'œuvre. Iwanami Shoten en édite une version en livre de poche pour le grand public en 1930. Les extraits de l'œuvre commencent à être étudiées dans les manuels scolaires, et l'acteur de kabuki Sawamura Tanosuke V (ja) l'adapte pour la NHK. Introduction aux études hollandaises commence aussi à être utilisé pour des raisons politiques. Si Takahashi Shun'ishi (ja) en fait une analyse marxiste en 1939, arguant du fait que les rangaku  ont permis au pays de sortir du cadre féodal pour atteindre un stade moderne, les soutiens du régime militariste comme Itazawa Takeo (ja) l'utilise pour affirmer que le Japon doit jouer un rôle central et hégémonique en Asie. Ces dernières thèses font que Itazawa Takeo (ja) soit frappé par les purges qui traversent le pays lors de l'occupation américaine après la guerre, mais aussi que la censure d'Introduction aux études hollandaises est un temps envisagé par les autorités américaines.

## Sources